# São Paulo (delstat)
 Denne artikel omhandler delstaten São Paulo. Opslagsordet har også en anden betydning, se São Paulo.
São Paulo (SP) er en delstat i Brasilien, placeret i den sydlige del af landet i 
regionen Sudeste ud til Atlanterhavet. Hovedstaden hedder São Paulo, som er det største byområde
i Brasilien og et af de største i verden. Delstaten grænser op til Minas Gerais, Rio de Janeiro, Paraná og Mato Grosso do Sul. Den har 21,9% af den brasilianske befolkning og genererer 33,9% af landets BNP.
 Der er for få eller ingen kildehenvisninger i denne artikel, hvilket er et problem. Du kan hjælpe ved at angive troværdige kilder til de påstande, som fremføres i artiklen.

22°04′12″S 48°26′01″V / 22.07°S 48.4336°V